# Jeff Riseley
Jeff Riseley, född 11 november 1986, är en friidrottare från Australien. Han deltog vid olympiska sommarspelen 2000, olympiska sommarspelen 2012, olympiska sommarspelen 2016 och olympiska sommarspelen 2020.